# Tada Mitsuyori
Tada Mitsuyori (Japans: 多田満頼) (1501 - 1563) was een samoerai uit de late Sengoku-periode. Hij verwierf faam als een van de Vierentwintig generaals van Takeda Shingen.
Akiyama Nobutomo · Amari Torayasu · Anayama Nobukimi · Baba Nobuharu · Hara Masatane · Hara Toratane · Ichijo Nobutatsu · Itagaki Nobukata · Kosaka Masanobu · Naito Masatoyo · Obata Masamori · Obata Toramori · Obu Toramasa · Oyamada Nobushige · Saigusa Moritomo · Sanada Nobutsuna · Sanada Yukitaka · Tada Mitsuyori · Takeda Nobukado · Takeda Nobushige · Tsuchiya Masatsugu · Yamagata Masakage · Yamamoto Kansuke · Yokota Takatoshi